# Alojz II., knez Lihtenštajna
Alojz II., knez Lihtenštajna (Beč, 26. svibnja 1796. – Eisgrub, 12. studenog 1858.), jedanaesti knez Lihtenštajna. 

## Životopis
Bio je sin Ivana I. Josipa i Landgravine Josipe od Fürstenberg-Weitra. U mladosti je putovao po Europi te je živio u Italiji, Švicarskoj, Engleskoj i Škotskoj. Lihtenštajnskim knezom postaje 20. travnja 1836. U službi cara Austrije 1835. godine odlazi u London, povodom krunidbe kraljice Viktorije. 
Aktivno je sudjelovao u gospodarskom i političkom razvoju Lihtenštajna. 8. kolovoza 1831. Alojz II. se oženio za Francisku Kinsky od Wchinitza i Tettaua. S njom je imao jedanaestero djece, 9 kćeri i 2 sina, među kojima su budući kneževi Ivan II. i Franjo I. 
Zanimao se za umjetnost (posebno za englesku neogotiku) te je dao brojna sredstva za obnovu spomenika, a povećan je i privatna obiteljska zbirka slika. Umro je 12. studenog 1858. godine u Eisgrubu.

## Brak i potomstvo
8. kolovoza 1831. Alojz II. se oženio za Francisku Kinsky od Wchinitza i Tettaua. Imali su jedanaestero djece:
- Princeza Marija Franciska de Paula Terezija Josipa
- Princeza Karolina Marija Josipa Valpurga Nestorija
- Princeza Sofija Marija Gabrijela Pia
- Princeza Alojzija Marija Gabrijela Hipolita
- Princeza Ida Marija Lamberta Terezija Franciska de Paula
- Princ Ivan II.
- Princeza Franciska Ksavera Marija David
- Princeza Henrieta Marija Norberta
- Princeza Ana Marija Franciska de Paula Leandra
- Princeza Tereza Marija Josipa Marta
- Princ Franjo I.

## Vanjske poveznice

### Mrežna sjedišta
- (engl.) Životopis na stranicama Kneževske obitelji Liechtenstein

### Sestrinski projekti
|  | Zajednički poslužitelj ima još gradiva o temi Alojz II., knez Lihtenštajna |